# ユルゲン・クノブリヒ
ユルゲン・クノブリヒ（独: Jürgen Knoblich、1963年10月24日 - ）はドイツ、メミンゲン生まれの分子生物学者。
オーストリア科学アカデミー分子生物工学研究所 (IMBA)の科学ディレクターを2018年から務めている。

## 経歴
クノブリヒは、テュービンゲン大学で生化学を、ユニヴァーシティ・カレッジ・ロンドンで分子生物学を学んだ。1989年にテュービンゲンのマックス・プランク発生生物学研究所に移り、1994年に発生過程における細胞周期進行の制御におけるサイクリンタンパク質の役割に関する博士論文を完成させた。1994年にカリフォルニア大学サンフランシスコ校の博士研究員となり、1997年までYuh Nung Jan（詹裕農）博士のもとで研究した。
ヨーロッパに戻ると、オーストリア、ウィーンの分子病理学研究所（IMP）にグループリーダーとして参加した。2004年、ウィーンに新設された分子生物工学研究所（IMBA）に移り、2005年に副部長、2018年に科学部長に就任した。 IMPとIMBAは共にウィーンバイオセンターのメンバーである。2021年からはウィーン医科大学の合成生物学講座を担当している。

## 研究の焦点

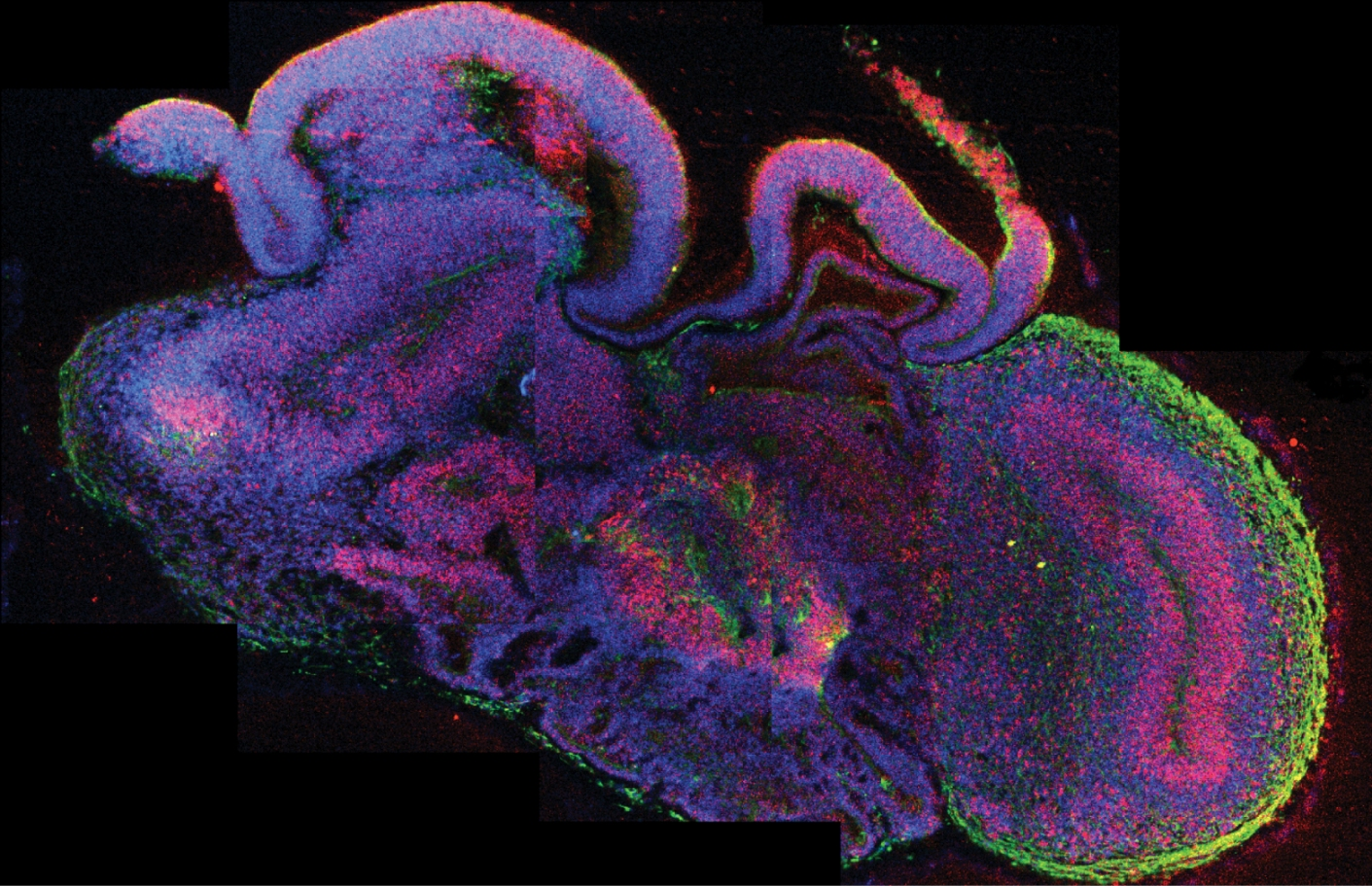
異なる脳領域を持つ完全な脳オルガノイドの断面。細胞は青、神経幹細胞は赤、神経細胞は緑で示されている。

### 脳オルガノイドの開発
クノブリッチの研究は、博士研究員マデリン・ランカスターとともに、ヒトの脳の初期発生のオルガノイドモデルを開発したことで知られている。
彼のチームは、人工多能性幹細胞（iPS細胞）由来のオルガノイドがヒト疾患のモデルとして使用できることを初めて実証し、この画期的な成果はサイエンス誌の2013年の科学的発見トップ10にランクインした。
このモデルは、現在では一般的に「脳オルガノイド」と呼ばれている。このモデルは、ヒトの脳の発達の初期段階を再現しており、他の多くの研究グループでも利用されている。オルガノイドモデルは、ヒトのあらゆる個体から培養できる組織を用いて直接研究を行うことを可能にする。キイロショウジョウバエや動物モデルからヒト組織へ研究成果を効率的に移転し、ヒト組織で遺伝性脳疾患を調査することを可能にした。

### 神経細胞の移入と活動調査が可能に
2013年以降、彼のチームは脳オルガノイドをさらに発展させている。脳室帯と皮質板が明瞭なヒトの大脳皮質の層形成を再現したモデルを作成することができ、そこでの神経細胞の移入と神経細胞の活動を調べることができるようになった。2017年、彼らは2つの別々にパターン化されたオルガノイドを融合させることで、異なる脳領域間の相互作用を研究できることを示した。
以前は、脳の発生メカニズムも研究の中心だった。神経幹細胞、その非対称な細胞分裂、成長制御のプロセスなどである。彼のポスドク時代の研究を基に、ノブリッヒ博士と同僚たちは、キイロショウジョウバエの神経幹細胞における非対称幹細胞分裂の完全なメカニズムを明らかにした。それまでは、幹細胞がどのようにして自己複製する娘細胞と特殊な分化をする細胞に同時に分離するのかは不明であった。その結果は、2008年の『Cell』誌を含む一連の重要論文として発表された。
非対称細胞分裂は、分子スイッチの生化学的カスケードが活性化または不活性化される反応カスケードに基づいている。このカスケードの中のタンパク質は、リン酸化状態によって「オン」になったり「オフ」になったりする。オーロラキナーゼAと名付けられた、最初のリン酸残基を転移するキナーゼから始まる。オーロラキナーゼAは、非対称細胞分裂の過程でも役割を果たす他の分子とともに、腫瘍細胞でしばしば過剰発現する。幹細胞の分裂は高度に保存されたプロセスであるため、キイロショウジョウバエで発見された結果はヒトに移植することができ、それによって一般的な腫瘍新生に関する洞察を得るのに役立つ。 
さらに、クノブリヒと彼のグループは、生体内の全ゲノムの RNA干渉を初めて実施し、組織特異的な方法で生物の全ゲノムにわたる遺伝子機能を同時に解析することが可能であることを初めて実証した。これは、バリー・ディクソンによってIMBAで作製されたキイロショウジョウバエ遺伝子バンクを用いて達成されたもので、約13,000個のキイロショウジョウバエ遺伝子の一つ一つを、どの細胞においても独立して不活性化することができる。この方法により、クノブリヒはキイロショウジョウバエの脳腫瘍発生をさらに解明することができた。最近の発見は、腫瘍が幹細胞を基盤としている可能性を示唆している。幹細胞は、そのユニークな幹細胞の特徴を保ち、特定の体細胞型に分化することなく、制御不能に分裂する。この分化の欠如は、クノブリヒと彼のチームによって同定されたBratという遺伝子によって引き起こされる。分子生物工学研究所（IMBA）のクノブリヒの研究グループは、将来がんに対する侵襲性の低い治療法を開発するために、これらの遺伝子をさらに特定しようとしている。

## 著書・論文
- Lancaster, MA.; Corsini, NS.; Wolfinger, S.; Gustafson, EH.; Phillips, AW.; Burkard, TR.; Otani, T.; Livesey, FJ. et al. (2017). “Guided self-organization and cortical plate formation in human brain organoids”. Nat Biotechnol 35 (7):  659–666. doi:10.1038/nbt.3906. PMC 5824977. PMID 28562594.
- Bagley, JA.; Reumann, D.; Bian, S.; Lévi-Strauss, J.; Knoblich, JA. (2017). “Fused cerebral organoids model interactions between brain regions”. Nat Methods 14 (7):  743–751. doi:10.1038/nmeth.4304. PMC 5540177. PMID 28504681.
- Homem, CC.; Steinmann, V.; Burkard, TR.; Jais, A.; Esterbauer, H.; Knoblich, JA. (2014). “Ecdysone and mediator change energy metabolism to terminate proliferation in Drosophila neural stem cells”. Cell 158 (4):  874–88. doi:10.1016/j.cell.2014.06.024. PMID 25126791.
- Eroglu, E.; Burkard, TR.; Jiang, Y.; Saini, N.; Homem, CC.; Reichert, H.; Knoblich, JA. (2014). “SWI/SNF complex prevents lineage reversion and induces temporal patterning in neural stem cells”. Cell 156 (6):  1259–73. doi:10.1016/j.cell.2014.01.053. PMID 24630726.
- Lancaster, MA.; Renner, M.; Martin, CA.; Wenzel, D.; Bicknell, LS.; Hurles, ME.; Homfray, T.; Penninger, JM. et al. (2013). “Cerebral organoids model human brain development and microcephaly”. Nature 501 (7467):  373–9. Bibcode: 2013Natur.501..373L. doi:10.1038/nature12517. PMC 3817409. PMID 23995685.

## 受賞・受章・栄典
- 2001: Young Investigator Award of the European Molecular Biology Organization (EMBO)[19][20]
- 2003: Early Career Award of the European Life Scientist Organization (ELSO)
- 2009: Wittgenstein Award[21][22]
- 2009: Advanced Research Grant – European Research Council (ERC)[23]
- 2012: Erwin Schrödinger-Preis of the Austrian Academy of Sciences
- 2012: Elected member of the Academia Europaea[24]
- 2013: Elected member of the "mathematisch-naturwissenschaftlichen Klasse" of the Austrian Academy of Sciences
- 2015: Proof of Concept Grant - European Research Council (ERC)[25]
- 2015: Sir Hans Krebs Medal of the Federation of European Biochemical Societies (FEBS)
- 2015: Advanced Research Grant - European Research Council (ERC)[26]
- 2020: Member of the Pontifical Academy of Sciences[27]
- 2021: Appointed Chair in Synthetic Biology at the Medical University of Vienna[28]
- 2021: City of Vienna Award for outstanding scientific contributions[29]